# La Torreta (Coma d'Orient)
La Torreta és un paratge del terme municipal de Conca de Dalt, a l'antic terme d'Hortoneda de la Conca, al Pallars Jussà, en territori que havia estat de l'antiga caseria dels Masos de la Coma.
Està situat a prop de l'extrem nord-oriental del terme municipal, enmig de tot de topònims de la mateixa família: la muntanya de la Torreta, a migdia, l'Obaga de la Torreta, la Serra de la Torreta i els Feixancs de la Torreta, al nord. És al sud-oest del Roc dels Quatre Alcaldes, a la dreta del barranc de la Coma.